# 章村乡
章村乡，是中华人民共和国浙江省丽水市青田县下辖的一个乡镇级行政单位。

## 行政区划
章村乡下辖以下地区：
黄山头村、颜宅村、吴村、旺山村、平塔村、章村、小砩村、赵塘村、新民村、上寮村、黄里村、黄庄村、黄寮村、黄肚村、竹章村和王金村。